# Ptyoiulus georgiensis
Ptyoiulus georgiensis är en mångfotingart som beskrevs av Chamberlin 1943. Ptyoiulus georgiensis ingår i släktet Ptyoiulus och familjen Parajulidae. Inga underarter finns listade i Catalogue of Life.